# Suikerwater
Suikerwater is water waarin suiker is opgelost. Meestal wordt gewoon kristalsuiker gebruikt om suikerwater te maken, maar hier kan uiteraard ook een andere soort suiker voor gebruikt worden, zoals kandijsuiker, basterdsuiker of poedersuiker. Suikerwater kan het gemakkelijkst gemaakt worden wanneer het water verwarmd is, omdat de suiker dan gemakkelijker in oplossing gaat.
Suikerwater wordt onder andere gebruikt om diabetespatiënten die een suikertekort hebben weer bij te brengen wanneer ze hierdoor zijn flauwgevallen. Suikerwater wordt ook wel gebruikt om baby's te voeden die niet door de moeder gevoed kunnen worden. Suikerwater kan ook worden ingezet om bijen en hommels bij te voeren in tijden van schaarste. Verder vindt het een toepassing in de inmaak van vruchten, omdat het door de hoge osmotische waarde goed conserveert, en ook wordt het gebruikt bij de bereiding van diverse producten, zoals bij sorbets en cocktails. In de Verenigde Staten wordt suikerwater ook gebruikt om kolibries te lokken, het wordt dan vaak in rode drinkflessen gestopt.